# أليس بركان
أليس باركان (بالإنجليزية: Alice Barkan) أمريكية الأحياء الجزيئية وأستاذ علم الأحياء في جامعة ولاية أوريغون. ومعروف عنها أنها لها العمل على بلاستيدات تنظيم الجينات و «تخليق البروتين».

## التعليم
أليس باركان هي عالمة الأحياء الجزيئية الأمريكية وأستاذ علم الأحياء في جامعة أوريغون. وهي معروفة بعملها في تنظيم جينات البلاستيدات الخضراء وتوليف البروتين.
.   في عام 1983 أكملت الدكتوراه. من جامعة ويسكونسن تحت إشراف جانيت إي ميرتز، مع أطروحة «توصيف فيروس القرود الراحل 40 ، الطفرات المتأخرة».

## مسار مهني مسار وظيفي
تم تعيين بركان عضوًا في الجمعية الأمريكية لتقدم العلوم في عام 2017.
في عام 2018 ، تلقت Berkane Laurence Berkrod جائزة بامتياز في علم النبات لأبحاثها
تم انتخاب بركان للأكاديمية الوطنية للعلوم في عام 2020.ا

## ابحاث
ركز بحث باركان على تأثير البروتينات النووية على التعبير الجيني للبلاستيدات الخضراء .    ستستخدم تجاربها المختبرية المسوخ، بشكل رئيسي الذرة (Zea mays) ، ولكن أيضًا Arabidopsis thaliana ، لدراسة الترجمة واستقرار مرنا الكلوروبلاست، بالإضافة إلى العديد من جوانب نضج الحمض النووي الريبي، بما في ذلك الربط والتحرير .    اكتشفت Barkan وزملاؤها واختبروا عشرات الجينات النووية النباتية التي ترمز لبروتينات ربط الحمض النووي الريبي البلاستيكي التي تؤثر بشكل مباشر على العديد من جوانب استقلاب الحمض النووي الريبي (المعالجة والتجليد والترجمة والاستقرار). تحتوي معظم البروتينات المشفرة بواسطة نواة باركان على ببتيد متكرر (PPR).  اكتشف باركان أيضًا وأطلق على مجال CRM ( تضخيم الحمض النووي الريبي البلاستيكي ونضج الريبوسوم ) ، والذي يوجد في البروتينات المشفرة بالنواة اللازمة لتضخم الحمض النووي الريبي البلاستيكي.   في عام 2019 ، نجح باركان وزملاؤه في بناء بروتينات طاعون المجترات الصغيرة التي ربطت تسلسلات محددة من الحمض النووي الريبي في الجسم الحي، وبالتالي إنشاء نظام لخلق تفاعلات البروتين المستهدفة مع الحمض النووي الريبي .  

## الحياة الشخصية
في عصر النهضة هو عضو مؤسس في مجموعه باركن للمسيقى حيث يلعب معه آله تسجيل ومسجل تنسيق

## روابط خارجية
- أليس بركان منشورات مفهرسة من قبل جوجل سكولار